# Barry Hayles
Barry Hayles (Londra, 17 maggio 1972) è un ex calciatore giamaicano, di ruolo attaccante.

## Carriera

### Club
Ha sempre giocato nel campionato inglese, dalla prima (col Fulham, con cui ha giocato anche in Coppa UEFA) alla settima serie.

### Nazionale
Dal 2001 al 2003 ha giocato 10 partite con la Nazionale giamaicana, segnando anche 3 gol.
Dal 2014 assegna la Cornovaglia agli spareggi UEFA, segnando con la Cornovaglia 7 gol.

## Palmarès

### Club

#### Competizioni nazionali
- Isthmian League: 1

Stevenage Borough: 1993-1994
- Conference National: 1

Stevenage Borough: 1995-1996
- First Division: 1

Fulham: 2000-2001
- Football League One: 2

Fulham: 1998-1999
Leicester City: 2008-2009
- Southern Football League: 1

Truro City: 2010-2011

#### Competizioni internazionali
- Coppa Intertoto UEFA: 1

Fulham: 2002

### Individuale
- Capocannoniere della Conference League: 1

1995-1996 (29 reti)
- Capocannoniere della terza divisione inglese: 1

1997-1998 (23 reti)